# Juan José Rodríguez Prats
Juan José Rodríguez Prats (Pichucalco, Chiapas; 17 de marzo de 1946) es un abogado y político mexicano, exmiembro del Partido Acción Nacional y del Partido Revolucionario Institucional. Ha sido Senador de la República y tres veces Diputado Federal.
Es abogado egresado de la Universidad Veracruzana, se ha destacado como analista político y articulista en diversos medios del país. 
Inició su carrera política como miembro del Partido Revolucionario Institucional, en Tabasco ocupó los cargos de secretario particular del Gobernador Mario Trujillo García, subsecretario de Finanzas y secretario de Gobierno en 1992, durante el gobierno de Salvador Neme Castillo, y en el D.F. fue delegado en Venustiano Carranza además fue diputado federal a la LV Legislatura de 1991 a 1994, ese mismo año renunció al PRI y se afilió al PAN que lo postuló a la gubernatura contra Roberto Madrazo Pintado del PRI y Andrés Manuel López Obrador del PRD. Volvió a ser diputado federal en la LVII Legislatura de 1997 a 2000. Senador de la República en la LVIII y LIX legislatura y diputado federal en la LX legislatura.